# Phyllanthus mooneyi
Phyllanthus mooneyi là một loài thực vật có hoa trong họ Diệp hạ châu. Loài này được M.G.Gilbert miêu tả khoa học đầu tiên năm 1987.